# 里奇蘭鎮區 (堪薩斯州里帕布利克縣)
里奇蘭鎮區（英語：Richland Township）為美國堪薩斯州里帕布利克縣轄下的鎮區。2010年美国人口普查中此鎮區人口有231人。

## 歷史
里奇蘭鎮區設立於1871年。

## 地理
里奇蘭鎮區涵蓋總面積為92.2平方（35.61平方英里），其中陸地面積為92.1平方（35.55平方英里），水域面積為0.16平方（0.06平方英里）或0.17%。海拔高度481（1,578英尺）。

## 人口統計
根據2010年美國人口普查，里奇蘭鎮區人口有231人，其中男性有124人，女性有107人，人口密度為每平方公里2.51人，住房計187戶。鎮區內的白人有226人，非裔美國人有0人，美洲原住民有2人，亞裔美國人有0人，太平洋島裔美國人有0人，其他種族有0人，混血種族則有3人。此外鎮區內有1人為西班牙裔或拉丁裔美國人。此鎮區之年齡中位數為55.1歲，而男性年齡中位數為53歲，女性年齡中位數為56.5歲。

## 交通

### 主要公路
- 36號美國國道
- 139號堪薩斯州州道